# Crayon (chanteur)
Pour les articles homonymes, voir Crayon (homonymie).
Charles Chibueze Chukwu (né le 21 novembre 2000), connu professionnellement sous le nom de Crayon, est un chanteur et auteur-compositeur nigérian. En 2019, il a signé avec Mavin Records.

## Enfance
Crayon est né à Orile Iganmu, une communauté de Surulere, une banlieue de l'État de Lagos. Il vient de l'État d'Ebonyi. À l'âge de 7 ans, il a déménagé à Ojo, Lagos, où il a grandi dans une famille de quatre personnes. Pour ses études secondaires, il a fréquenté le Treasure Court College, à Ojo.

## Carrière
En mai 2019, Crayon a signé avec Blowtime Entertainment, une marque de Mavin Records. Le 12 juillet 2019, il a sorti son premier EP "Cray Cray".
Le 19 mars 2021, Crayon a sorti un single "Jackpot" avec Bella Shmurda, de son deuxième EP "Twelve A.M" sorti le 26 mars 2021. Crayon a sorti le single "Ijo (Laba Laba)" le 6 juillet 2022, il a atteint la 5e place du classement TurnTable Top 100 (en)´.

## Discographie

### Singles
- 2020 : Kpano
- 2020 : Shima
- 2020 : Mo Bad
- 2020 : On Code(Avec. London)
- 2020 : Sometime
- 2020 : Do Me